# Antoinette Destrem
Antoinette Destrem, née le 19 juin 1881 à Choisy-le-Roi et morte le 14 février 1942 à Voutenay-sur-Cure, est une peintre française.

## Biographie
Antoinette Destrem naît en 1881 à Choisy-le-Roi, fille de Georges Florentin Destrem, courtier de change, et de Berthe Nicole Henriette Gontier, son épouse.
En 1925, elle épouse en secondes noces à Paris le peintre Henri Malançon.
Elle expose au Salon d'automne de 1928 dont elle est sociétaire les toiles Nature morte et Le Pont d'Arey-sur-Eure.
Elle meurt en 1942 à Voutenay-sur-Cure.